# Aiguille d'Ussel
L'aiguille d'Ussel (en espagnol aguja de Ussel) est un sommet des Pyrénées, situé sur la frontière franco-espagnole entre les Hautes-Pyrénées, en région Occitanie, et la province de Huesca dans la communauté d'Aragon, qui culmine à 3 049 ou 2 972 mètres d'altitude dans le massif du Balaïtous.

## Toponymie
En 1908, Jean d'Ussel (1874-1914) et les guides Germain Castagné, Jacques Soubie, Jean-Marie Lartigue dit « Mousquet » en réalisèrent l'ascension. George Cadier, en découvrant le cairn laissé par leurs prédécesseurs, baptisa cette aiguille du nom de Jean d'Ussel.

## Géographie
Il est situé entre le département des Hautes-Pyrénées en val d'Azun, dans la vallée d'Arrens  sur la commune d'Arrens-Marsous, et celle de Tena (commune de Panticosa) en Espagne.

### Topographie
Il est situé à l'est du pic du Balaïtous et à l'ouest du pic central de Costérillou. Il surplombe l'ibón de Vuelta Barrada au sud et le glacier de las Néous au nord.

### Hydrographie
Le sommet délimite la ligne de partage des eaux entre le bassin de la Garonne côté nord, qui se déverse dans l'Atlantique, et le bassin de l'Èbre, qui coule vers la Méditerranée côté sud.

## Voies d'accès
On y accède côté français au nord depuis le parking qui jouxte la centrale électrique de Migouélou prendre le sentier du lac de Suyen et à la toue de Labassa prendre vers le refuge Ledormeur et continuer en direction du pic par le vallon de las Néous.
Côté espagnol par la vallée de Tena via le GR 11 depuis le refuge espagnol de Respomuso.

## Protection environnementale
L'aiguille est située dans le parc national des Pyrénées et fait partie d'une zone naturelle protégée, classée ZNIEFF de type 1.